# لینوود (مینه‌سوتا)
لینوود (به انگلیسی: Linwood) یک منطقهٔ مسکونی در ایالات متحده آمریکا است که در Linwood Township واقع شده‌است. لینوود ۲۷۷٫۰۷ متر بالاتر از سطح دریا واقع شده‌است.